# Ключники (Черкасская область)
Ключники (укр. Ключники) — село в Каневском районе Черкасской области Украины.
Население по переписи 2001 года составляло 62 человека. Почтовый индекс — 19052. Телефонный код — 4736.

## Местный совет
19041, Черкасская обл., Каневский р-н, с. Мартыновка